# Oslo Spektrum
Das Oslo Spektrum ist eine Multifunktionsarena in der norwegischen Hauptstadt Oslo.

## Geschichte
Das Oslo Spektrum wurde im Juni 1991 nach dreijähriger Bauzeit eröffnet. 1992 wurde eine Fußgängerbrücke als Verbindung zwischen dem Oslo Spektrum und dem damals neu gebauten Hotel Oslo Plaza gebaut. Im Spektrum finden regelmäßig Konzerte bekannter Künstler wie A-ha, Britney Spears oder Rihanna statt. Die Halle war unter anderem Austragungsort des Eurovision Song Contest 1996 sowie diverser Finalshows des Melodi Grand Prix, des norwegischen Vorentscheids für den ESC. Im Spektrum finden zudem regelmäßig Konzerte im Rahmen der Verleihung des Friedensnobelpreises statt. Darüber hinaus wird das Oslo Spektrum für diverse Kongresse und Messen genutzt. 
Von 1994 bis 1996 war es die Heimspielstätte der professionellen Eishockeymannschaft Spektrum Flyers aus der Eliteserien, jedoch erwies sich das Spektrum als zu groß und zu teuer für den Klub, der anschließend nach Bergen umgesiedelt wurde.
Der Ausverkauf des Oslo Spektrums galt für norwegische Musiker lange als ein Zeichen von großer Popularität, gelang mit der Zeit aber immer mehr Personen. Das Rapduo Karpe trat im August 2022 an zehn Tagen vor ausverkaufter Arena auf.